# Matthæus Greiter
Matthæus Greiter, född cirka 1495 i Aichach, död 20 december 1550 i Strassburg, var munk och kantor vid domkyrkan i Strassburg, evangelisk präst, körledare, tonsättare och skald.
Han är bland annat representerad i 1937 års psalmbok med originaltexten till ett verk, nr 270.

## Psalmer
- O Herre Gud, gör nåd med mig (Göteborgspsalmboken 1650, 1695 års psalmbok nr 59, 1819 års psalmbok nr 181, 1921 nr 579 och 1937 års psalmbok nr 270) skriven 1525.
- Då Israel av Egypten drog (Da Israel aus Egypten zog)